# The Carson City Kid
The Carson City Kid è un film del 1940 diretto da Joseph Kane.
È un film western statunitense con Roy Rogers, Noah Beery Jr., Bob Steele e George 'Gabby' Hayes.

## Produzione
Il film, diretto da Joseph Kane su una sceneggiatura di Robert Yost e Gerald Geraghty e su un soggetto dello stesso Kane, fu prodotto da Kane, come produttore associato, per la Republic Pictures e girato nell'Iverson Ranch a Chatsworth, nel ranch di Corriganville a Simi Valley e a Burro Flats (Simi Hills), in California dal 1º maggio 1940.

## Colonna sonora
- The Golddigger Song - musica e parole di Peter Tinturin, cantata da Pauline Moore nel saloon
- You Are the One - musica e parole di Peter Tinturin, cantata da Pauline Moore nel saloon
- Sonora Moon - musica e parole di Peter Tinturin, cantata da Roy Rogers
- Oh Susanna - musica e parole di Stephen Foster
- Camptown Races - musica e parole di Stephen Foster
- Polly Wolly Doodle
- Little Brown Jug - scritta da Joseph Winner

## Distribuzione
Il film fu distribuito negli Stati Uniti dal 1º luglio 1940 al cinema dalla Republic Pictures. È stato distribuito anche in Brasile con il titolo Cidade Sinistra.